# Osteoid
Osteoid (von Latein Os „Knochen“) heißt die weiche, noch nicht mineralisierte (im Wesentlichen verkalkte) Grundsubstanz (Matrix) des Knochengewebes, die von Osteoblasten gebildet wird.
Das Osteoid macht etwa die Hälfte des Knochenvolumens aus und etwa ein Viertel des Knochengewichts. Bei einer gestörten Mineralisation oder gestörter Osteoblastenfunktion kommt es zu einer Vermehrung des Osteoids. Dieser Prozess wird Osteomalazie genannt. Die Rachitis im Kindesalter kommt so bei Vitamin-D-Mangel zustande.

## Bestandteile
- Kollagen Typ I (90 %)

Kollagen I-Fibrillen liegen im Lamellenknochen in hoch geordnetem Muster. Sie dienen der Zugfestigkeit und möglicherweise als Kalzifizierungsmatrix.
- Andere Proteine (10 %)
  - Kollagen Typ V (5 %) – dient der Regulation der Kollagen I-Fibrillenbildung.
  - Osteocalcin –  inhibiert die Mineralisierung.
  - Matrix GlA Protein (zusammen mit Osteocalcin 20 %) – Inhibiert die überschüssige Mineralisierung im hypertrophen Knorpel, kommt aber auch in anderen Gewebearten vor (hyaliner Knorpel und glatte Muskulatur).
  - Proteoglykane (ca. 5 %) – Decorin, Osteoadherin und Biglycan sind am meisten vorhanden. Decorin und Biglycan regulieren die Kollagenfibrillenbildung, inhibieren die Mineralisierung und binden TGF-beta in der Matrix. Osteoadherin scheint für die Matrixhaftung der Osteoblasten wichtig zu sein (ähnlich wie Osteopontin).
  - Osteopontin, Bone-Sialoprotein und Thrombospondin (TSP-1) (zusammen ca. 20 %) – Osteopontin ermöglicht die Zelladhäsion und hemmt die Bildung von Hydroxylapatit. Bone-Sialoprotein vermittelt die Zellhaftung an Hydroxylapatit und fördert die Hydroxylapatit-Kristallbildung (wichtig für Mineralisation). Thrombospondin inhibiert die Haftung der Zellen an der Knochenmatrix und fördert so die Zellteilung.
  - Osteonectin (20 %) – fördert die Zellmigration und hemmt die Mineralisierung.
  - Fibronectin – für Zelladhäsion auch zuständig.
  - Metalloproteinasen (unter anderem Stromelysin und Kollagenasen) – allgemein sind sie für den Matrixabbau zuständig.[2]